# 赤羽岩淵站
赤羽岩淵站（日语：／ Akabane-iwabuchi eki */?）是位於日本東京都北區赤羽一丁目，屬於東京地下鐵、埼玉高速鐵道的鐵路車站。東京地下鐵的車站編號是N 19、埼玉高速鐵道是SR 19。

## 概要
本站是東京地下鐵南北線的終點與埼玉高速鐵道埼玉體育場線的起點，兩路線在此相互直通運轉。因此，本站是東京地下鐵與埼玉高速鐵道的共同使用站，由東京地下鐵管理。
本站也是埼玉高速鐵道唯一在埼玉縣外的車站。

## 歷史
- 1991年（平成3年）11月29日：本站開業。但建設時的暫定站名是「岩淵町站」。
- 2001年（平成13年）3月28日：埼玉高速鐵道線開業，開始與南北線相互直通運行。
- 2004年（平成16年）4月1日：帝都高速度交通營團（營團地下鐵）民營化，本站由東京地下鐵接手管理。
- 2012年（平成24年）：新設電梯專用出入口。
- 2015年（平成27年）3月13日：南北線更換發車音樂[2]。

### 站名由來
站名是由周邊地名赤羽與岩淵町組合而成。建設時的暫定站名是「岩淵町站」。

## 車站構造
本站是一地下車站，月台採島式月台1面2線設計。基於安全理由，月台安裝了月台幕門。南北線、埼玉高速鐵道線在本站相互直通運轉，並共用月台。因此本站是埼玉高速鐵道線唯一安裝月台幕門的車站。
本站的志茂站側設有剪式橫渡線，在埼玉高速鐵道線通車前供列車折返使用。現行班表仍有部分南北線列車利用該橫渡線折返。

### 月台配置
| 月台 | 路線       | 目的地                     |
| ---- | ---------- | -------------------------- |
| 1    | 埼玉球場線 | 鳩谷、東川口、浦和美園方向 |
| 2    | 南北線     | 白金高輪、目黑、日吉方向   |

（來源：東京地下鐵:構內圖 （页面存档备份，存于））
與埼玉高速鐵道線直通運轉的南北線車輛需要更換車輛時，兩車輛會分別停在兩月台上供乘客換乘。
埼玉高速鐵道線全部列車與南北線直通運轉，因此通常只有南北線列車在此進行折返。但也曾有以本站為終點的臨時列車。

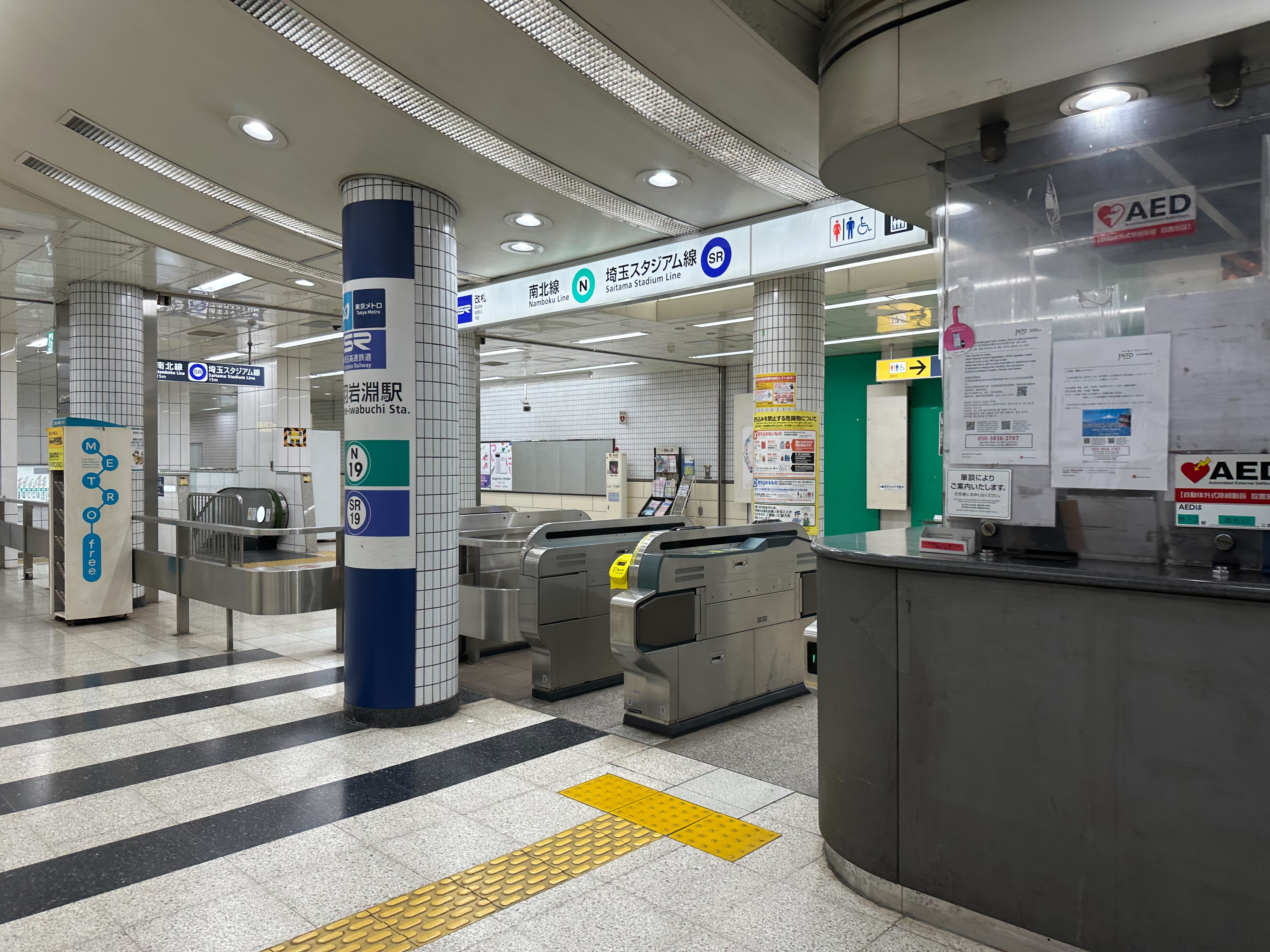
剪票口（2023年5月）
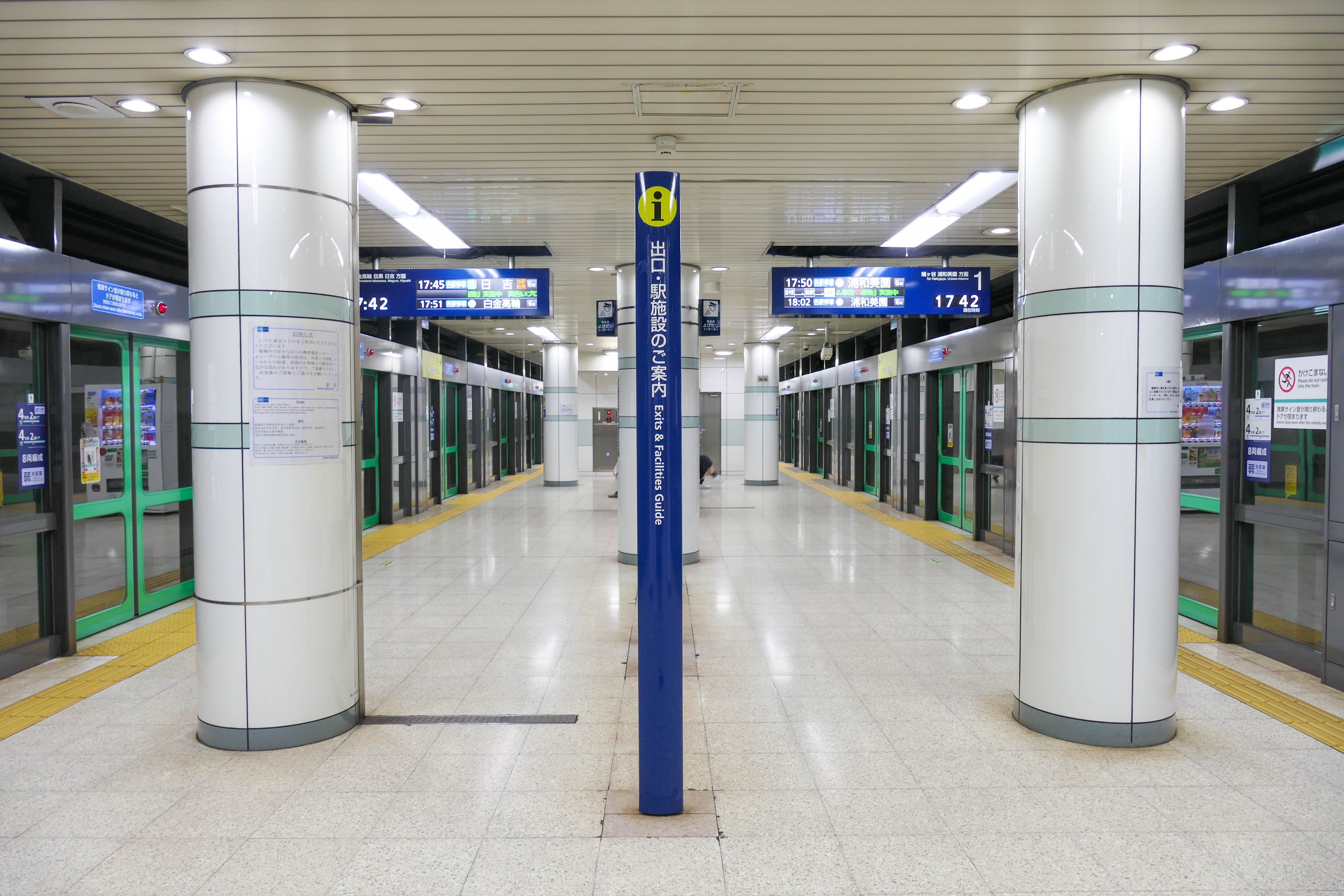
月台（2022年12月）
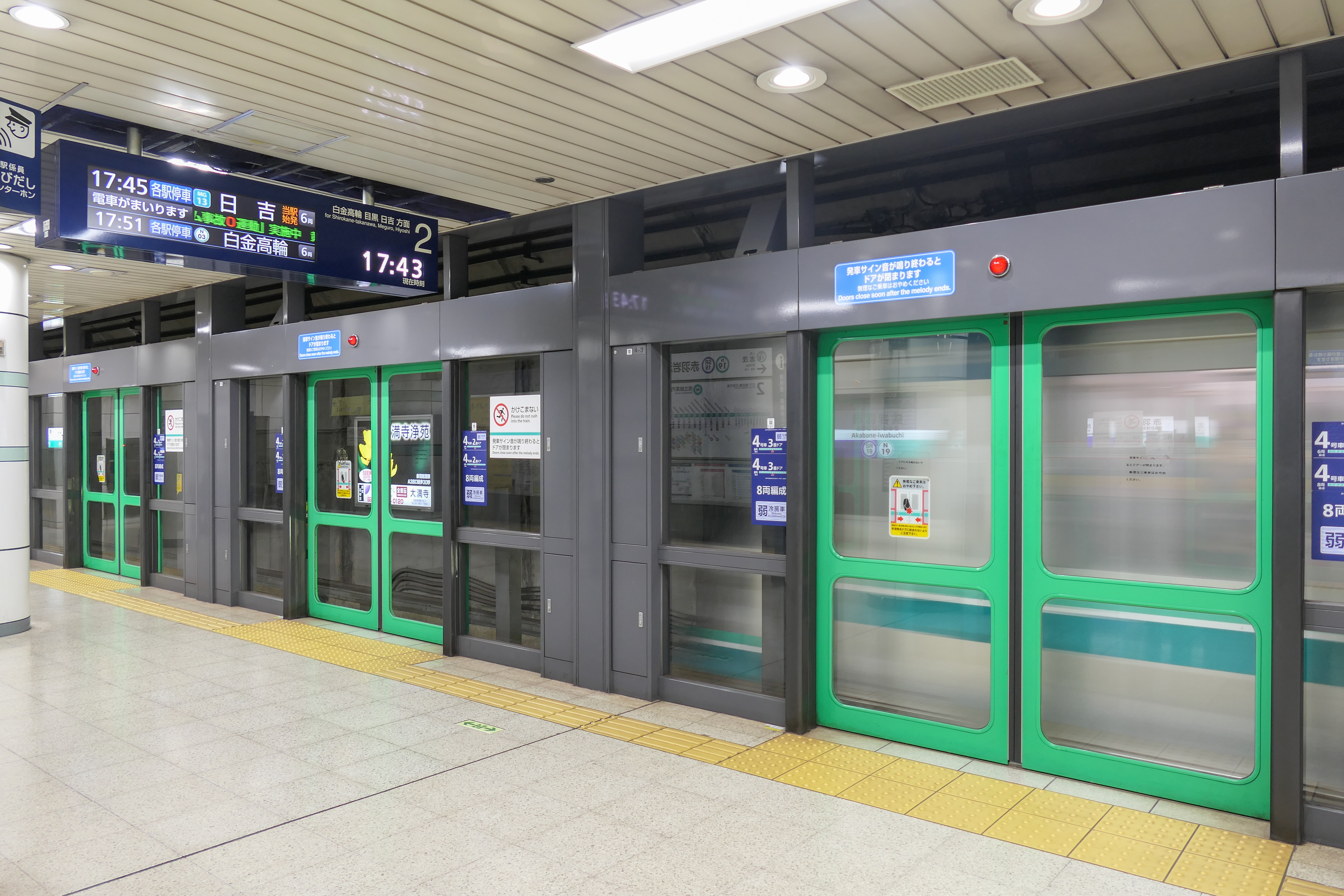
月台閘門(2022年12月)

## 利用狀況
- 東京地下鐵 - 2017年度1日平均上下車人次為92,093人[使用人次 1]。
在開始與埼玉高速鐵道直通運轉的1999年度以前，1日平均上車人次僅5,000人左右。數值包含埼玉高速鐵道線直通聯絡人次。
- 埼玉高速鐵道：2017年度東京地下鐵往埼玉高速鐵道的1日平均直通連絡人次為44,142人[使用人次 2]。
該公司車站中排名第1位。數值包含本站往埼玉高速鐵道線的上車人次。

開業以來各年度1日平均上下車人次如下表。
| 年度               | 營團／東京地下鐵   | 營團／東京地下鐵 |
| 年度               | 1日平均 上下車人次 | 增長率           |
| ------------------ | ------------------ | ---------------- |
| 2000年（平成12年） | 18,104             |                  |
| 2001年（平成13年） | 41,316             | 128.2%           |
| 2002年（平成14年） | 48,813             | 18.1%            |
| 2003年（平成15年） | 52,558             | 7.7%             |
| 2004年（平成16年） | 56,880             | 8.2%             |
| 2005年（平成17年） | 59,541             | 4.7%             |
| 2006年（平成18年） | 63,481             | 6.6%             |
| 2007年（平成19年） | 70,300             | 10.7%            |
| 2008年（平成20年） | 71,147             | 1.2%             |
| 2009年（平成21年） | 71,685             | 0.8%             |
| 2010年（平成22年） | 73,238             | 2.2%             |
| 2011年（平成23年） | 72,807             | −0.6%            |
| 2012年（平成24年） | 75,150             | 3.2%             |
| 2013年（平成25年） | 78,880             | 5.0%             |
| 2014年（平成26年） | 80,742             | 2.4%             |
| 2015年（平成27年） | 84,473             | 4.6%             |
| 2016年（平成28年） | 87,514             | 3.6%             |
| 2017年（平成29年） | 92,093             | 5.2%             |

開業以來各年度の1日平均上車人次如下表。
- 東京地下鐵數值自2000年度起包含埼玉高速鐵道直通人次。
- 埼玉高速鐵道數值包含本站上車人次與東京地下鐵南北線直通人次。

| 年度               | 營團 / 東京地下鐵 | 埼玉高速鐵道 | 來源              |
| ------------------ | ----------------- | ------------ | ----------------- |
| 1991年（平成03年） | 5,848             | 未開業       | [ 東京都統計 1 ]  |
| 1992年（平成04年） | 1,329             | 未開業       | [ 東京都統計 2 ]  |
| 1993年（平成05年） | 1,384             | 未開業       | [ 東京都統計 3 ]  |
| 1994年（平成06年） | 1,419             | 未開業       | [ 東京都統計 4 ]  |
| 1995年（平成07年） | 1,478             | 未開業       | [ 東京都統計 5 ]  |
| 1996年（平成08年） | 3,586             | 未開業       | [ 東京都統計 6 ]  |
| 1997年（平成09年） | 4,151             | 未開業       | [ 東京都統計 7 ]  |
| 1998年（平成10年） | 5,507             | 未開業       | [ 東京都統計 8 ]  |
| 1999年（平成11年） | 4,945             | 未開業       | [ 東京都統計 9 ]  |
| 2000年（平成12年） | 5,507             | [ 備註 2 ]   | [ 東京都統計 10 ] |
| 2001年（平成13年） | 20,647            | 18,100       | [ 東京都統計 11 ] |
| 2002年（平成14年） | 24,373            | 21,700       | [ 東京都統計 12 ] |
| 2003年（平成15年） | 26,459            | 24,000       | [ 東京都統計 13 ] |
| 2004年（平成16年） | 28,526            | 26,400       | [ 東京都統計 14 ] |
| 2005年（平成17年） | 30,025            | 27,800       | [ 東京都統計 15 ] |
| 2006年（平成18年） | 31,786            | 29,500       | [ 東京都統計 16 ] |
| 2007年（平成19年） | 35,322            | 32,200       | [ 東京都統計 17 ] |
| 2008年（平成20年） | 36,079            | 33,800       | [ 東京都統計 18 ] |
| 2009年（平成21年） | 36,088            | 33,900       | [ 東京都統計 19 ] |
| 2010年（平成22年） | 36,633            | 34,549       | [ 東京都統計 20 ] |
| 2011年（平成23年） | 36,552            | 34,395       | [ 東京都統計 21 ] |
| 2012年（平成24年） | 37,707            | 35,553       | [ 東京都統計 22 ] |
| 2013年（平成25年） | 39,699            | 37,368       | [ 東京都統計 23 ] |
| 2014年（平成26年） | 40,788            | 38,397       | [ 東京都統計 24 ] |
| 2015年（平成27年） | 42,637            | 40,342       | [ 東京都統計 25 ] |
| 2016年（平成28年） | 44,159            | 41,786       | [ 東京都統計 26 ] |
| 2017年（平成29年） |                   | 44,142       |                   |

### 備註
1. ↑  1991年11月29日開業，124日間統計資料。
2. ↑  2001年3月28日開業。

## 車站周邊
車站位於國道122號赤羽交差點附近、1972年廢止的都電赤羽站下方。
- 東日本旅客鐵道（JR東日本）赤羽站 - 步行10分鐘左右。
- 北本通（國道122號）
- 環八通（日语：東京都道311号環状八号線）（東京都道311號環狀八號線）
- 新荒川大橋（日语：新荒川大橋）
- 荒川
  - 岩淵水門（日语：岩淵水門）
  - 荒川知水資料館
- 北區赤羽接觸館
- 赤羽岩淵站前郵便局
- 赤羽岩淵醫院
- 赤羽醫院
- 赤羽東口醫院
- 東橫INN赤羽站東口一番街

### 巴士路線
最接近本站的巴士站是位於國道122號上的「赤羽岩淵站」巴士站。以下途經此站的路線均由國際興業巴士營運。
- 赤06：往赤羽站東口、往浮間舟渡站（上午9點～下午1點）
- 赤20：往赤羽站東口、往川口市立醫療中心（日语：川口市立医療センター）
- 赤21：往赤羽站東口、往鳩谷公團住宅
- 赤23：往赤羽站東口、往西新井站
- 赤23-3：往赤羽站東口、往西新井大師西站（僅平日有深夜巴士）

## 相鄰車站
東京地下鐵、 埼玉高速鐵道
 南北線、 埼玉球場線
志茂（南北線、N 18）－赤羽岩淵（N 19/SR 19）－川口元鄉（埼玉高速鐵道線、SR 20）

### 來源
私鐵、地下鐵1日平均使用人次
1. ↑  各駅の乗降人員ランキング （页面存档备份，存于） - 東京メトロ
2. ↑  経営状況・輸送状況 （页面存档备份，存于） - 埼玉高速鉄道

東京都統計年鑑
1. ↑  .   [2017-05-07]. （原始内容存档于2016-03-05）.
2. ↑  東京都統計年鑑（平成4年）
3. ↑  東京都統計年鑑（平成5年）
4. ↑  東京都統計年鑑（平成6年）
5. ↑  東京都統計年鑑（平成7年）
6. ↑  東京都統計年鑑（平成8年）
7. ↑  .   [2017-05-07]. （原始内容存档于2016-03-04）.
8. ↑  東京都統計年鑑（平成10年）PDF
9. ↑  東京都統計年鑑（平成11年）PDF
10. ↑  .   [2017-05-07]. （原始内容存档于2016-03-04）.
11. ↑  .   [2017-05-07]. （原始内容存档于2016-03-04）.
12. ↑  .   [2017-05-07]. （原始内容存档于2017-07-29）.
13. ↑  .   [2017-05-07]. （原始内容存档于2017-07-29）.
14. ↑  .   [2017-05-07]. （原始内容存档于2017-07-29）.
15. ↑  .   [2017-05-07]. （原始内容存档于2017-07-29）.
16. ↑  .   [2017-05-07]. （原始内容存档于2017-07-29）.
17. ↑  .   [2017-05-07]. （原始内容存档于2017-07-29）.
18. ↑  .   [2017-05-07]. （原始内容存档于2017-07-29）.
19. ↑  .   [2017-05-07]. （原始内容存档于2016-03-26）.
20. ↑  .   [2017-05-07]. （原始内容存档于2016-03-27）.
21. ↑  .   [2017-05-07]. （原始内容存档于2016-03-25）.
22. ↑  .   [2017-05-07]. （原始内容存档于2016-03-27）.
23. ↑  .   [2017-05-07]. （原始内容存档于2016-03-22）.
24. ↑  .   [2017-05-07]. （原始内容存档于2017-07-30）.
25. ↑  .   [2019-01-18]. （原始内容存档于2018-11-09）.
26. ↑  .   [2019-01-18]. （原始内容存档于2019-05-02）.

私鐵、地下鐵統計資料
1. ↑  各種報告書 （页面存档备份，存于） - 関東交通広告協議会
2. ↑  東京都統計年鑑
3. ↑  .   [2017-05-07]. （原始内容存档于2014-10-06）.
4. ↑  行政資料集 （页面存档备份，存于） - 北区

## 外部連結
- 赤羽岩淵/N19 | 路線・車站資訊 | 東京地下鐵
- 赤羽岩淵站 （页面存档备份，存于） - 埼玉高速鐵道
- 國際興業巴士 赤羽岩淵站 時刻表